# Tajrobeh
Tajrobeh (persisch تجربه) ist eine iranische Literatur- und Kunst-Zeitschrift, die monatlich in Teheran erscheint.
Die erste Ausgabe von Tajrobeh wurde 2000 veröffentlicht. Die Zeitschrift wird von Katayun Banasaz verwaltet;  Chefredakteur ist Mohammad Ghouchani.
Zur Redaktion von Tajrobeh gehören  Journalisten, die zuvor bei iranischen Zeitschriften und Zeitungen wie Shahrvandemroz, Irāndokht, Aseman, Mehrnameh,  Etemādmelli, Schargh arbeiteten, die von der iranischen Justiz verboten wurden.

## Inhalt
Tajrobeh veröffentlicht Rezensionen iranischer und ausländischer Bücher, Filme und Fernsehserien. Ein weiteres Thema ist die Bildende Kunst.
Die Zeitschrift gedenkt der Geburtstage und Todestage von Schriftstellern oder Künstlern. Ein weiterer Schwerpunkt sind Interviews  mit Schriftstellern, Dichtern, Künstlern und Regisseuren.
Zu ihnen gehören Schriftsteller und Dichter wie Mahmoud Dowlatabadi, Ahmad Schamlou, Huschang Golschiri, Mo Yan, Regisseure und Filmproduzenten wie Abbas Kiarostami, Bahram Bayzai und Asghar Farhadi sowie Komponisten und Sänger wie Mohammad Reza Lotfi, Hossein Alizadeh und Mohammad-Resa Schadscharian.